# Claude Barolet
Claude Barolet ou René Claude Barolet, c. 1690 à Paris et mort le 25 janvier 1761 au Québec, est un procureur, notaire royal, marchand et écrivain français qui immigra en Nouvelle-France vers 1708.
Son intérêt était le droit et le négoce après son arrivée au Canada. Il est devenu clerc de notaire pour Louis Chambalon, notaire à Québec. 
En 1728, il obtint la charge officielle de notaire royal pour la ville de Québec par l'intendant Claude-Thomas Dupuy et assuma la fonction de procureur. En 1731 l'intendant Gilles Hocquart élargit cette autorité pour tout le gouvernement de la Nouvelle-France. 
Claude Barolet fut également écrivain de la Marine. Ses écrits furent loués par le gouverneur  de la Nouvelle-France Beauharnois, auprès de la Cour royale de France.
En 1760, après la conquête par les Anglais, Claude Barolet est devenu le premier notaire à obtenir l'autorisation d'exercer du gouverneur britannique James Murray pour le Canada. Malheureusement, il mourut peu après sa nomination, le 21 janvier 1761 près de Québec. 
Il eut dix enfants de son mariage. Sa fille aînée épousa Jean-Claude Panet, un notaire canadien et procureur à l'époque. Sa deuxième fille donna naissance à Jacques Bedout, qui est devenu vice-amiral dans la marine française.

## Hommages
Une rue du Quartier Cité-Universitaire de la ville de Québec a été nommée en son honneur